# Paullinia glomerulosa
Paullinia glomerulosa är en kinesträdsväxtart som beskrevs av L. Radlk.. Paullinia glomerulosa ingår i släktet Paullinia och familjen kinesträdsväxter. Inga underarter finns listade i Catalogue of Life.